# Alec Evans
Alex Evans (...) è un allenatore di rugby a 15 australiano.
Evans è stato il primo allenatore della nazionale gallese non proveniente dal Galles. Fu chiamato alla guida dei Dragoni nel 1995 quando era coach del Cardiff RFC.
Il precedente allenatore, Alan Davies, si era infatti appena dimesso dopo il whitewash nel Cinque Nazioni 1995 e la federazione lo scelse ad interim, in vista dell'imminente Coppa del Mondo. Il torneo vide il Galles eliminato al primo turno, con un'unica vittoria contro il Giappone. Dopo la Coppa del Mondo Evans disputò il test match contro il Sudafrica prima di essere sostituito da Kevin Bowring.
In seguito a questa esperienze è stato chiamato dai Queensland Reds come Scrum Technical Advisor e dall'Australia come technical advisor.